# I' mi trovai, fanciulle
I' mi trovai, fanciulle, nota anche come La ballata delle rose, è una delle più celebri ballate della raccolta di Rime composte dal Poliziano.
La protagonista femminile del poema riferisce alle sue amiche l'esperienza di fronte al locus amoenus del giardino di primavera e riflette sull'edonismo e sulla caducità dell'esistenza.

## Versi
I' mi trovai, fanciulle, un bel mattino

di mezzo maggio in un verde giardino.

Erano intorno vïolette e gigli

fra l'erba verde, e vaghi fior novelli,

azzurri, gialli, candidi e vermigli:

ond'io porsi la mano a côr di quelli

per adornare e mie biondi capelli,

e cinger di grillanda el vago crino.

Ma poi ch'i' ebbi pien di fiori un lembo,

vidi le rose, e non pur d'un colore;

io colsi allor per empier tutto el grembo,

perch'era sì soave el loro odore

che tutto mi senti' destar el core

di dolce voglia e d'un piacer divino.

I' posi mente quelle rose allora:

mai non vi potrei dir quanto eron belle!

Quale scoppiava dalla boccia ancora

quale eron un po' passe e qual novelle.

Amor mi disse allor: «Va' co' di quelle

che più vedi fiorire in sullo spino».

Quando la rosa ogni sua foglia spande,

quando è più bella, quando è più gradita,

allora è buona a mettere in ghirlande,

prima che suo bellezza sia fuggita.

Sì che, fanciulle, mentre è più fiorita,

cogliàn la bella rosa del giardino.

## Temi
La protagonista della ballata è una giovane donna intenta a roccogliere varî fiori per ricavarne una ghirlanda. Lo sguardo della ragazza è attirato in particolare dalle rose, che appaiono in vari stadi della loro fioritura: ancora immature, già sbocciate o appassite. Interviene allora Amore stesso a invitare la ragazza a cogliere tra le rose quelle più rigogliose e fiorite e a gustarsi così la giovinezza, effimera e sfuggevole.
Accanto al tema della raccolta di fiori (riscontrabile già in altri autori, da Ovidio a Dante), si ritrova quindi quello della caducità della bellezza e dell'edonismo, con un invito a cogliere le rose della vita che ha echi in autori classici come Catullo.
Il tema del carpe diem, cioè di cogliere l'attimo e del vivere «qui e ora», consci della fuggevolezza e del repentino declino della vita, è caro anche ad altri componimenti rinascimentali, come il coevo Trionfo di Bacco e Arianna opera di Lorenzo il Magnifico.

## Metrica
I versi son in endecasillabi. Alla ripresa XX, ripetuta al termine di ogni strofa, fanno séguito quattro strofe ABABBX.